# Вильё-Луа-Моллон
Вильё-Луа́-Молло́н (фр. Villieu-Loyes-Mollon) — коммуна во Франции, находится в регионе Рона — Альпы. Департамент — Эн. Входит в состав кантона Мексимьё. Округ коммуны — Бурк-ан-Брес.
Код INSEE коммуны — 01450.

## География
Коммуна расположена приблизительно в 360 км к юго-востоку от Парижа, в 45 км севернее Лиона, в 36 км к западу от Бурк-ан-Бреса.
По территории коммуны протекает река Эн, а также её приток — небольшая река Гардон (фр. Gardon).

## Климат
Климат полуконтинентальный с холодной зимой и тёплым летом. Дожди бывают нечасто, в основном летом.

## Население
Население коммуны на 2010 год составляло 3095 человек.
| 1962 | 1968 | 1975 | 1982 | 1990 | 1999 | 2010 |
| ---- | ---- | ---- | ---- | ---- | ---- | ---- |
| 601  | 1176 | 1512 | 1801 | 2182 | 2405 | 3095 |

## Администрация
| Период | Период | Фамилия    | Партия                    | Примечания                       |
| ------ | ------ | ---------- | ------------------------- | -------------------------------- |
| 1983   | 2008   | Клод Марку | Союз за народное движение | член генерального совета кантона |
| 2008   | 2020   | Эрик Бофор | Разные правые             |                                  |

## Экономика
В 2010 году среди 2037 человек трудоспособного возраста (15—64 лет) 1573 были экономически активными, 464 — неактивными (показатель активности — 77,2 %, в 1999 году было 71,2 %). Из 1573 активных жителей работали 1462 человека (778 мужчин и 684 женщины), безработных было 111 (51 мужчина и 60 женщин). Среди 464 неактивных 174 человек были учениками или студентами, 181 — пенсионерами, 109 были неактивными по другим причинам.

## Достопримечательности
- Замок Луа[фр.] (XIX век). Исторический памятник с 2008 года[4]
- Церковь Св. Петра в неоготическом стиле
- Церковь Св. Марии Магдалины в неоготическом стиле
- Церковь Св. Лаврентия

## Города-побратимы
- Добржиховице (Чехия, с 2002)

## Фотогалерея

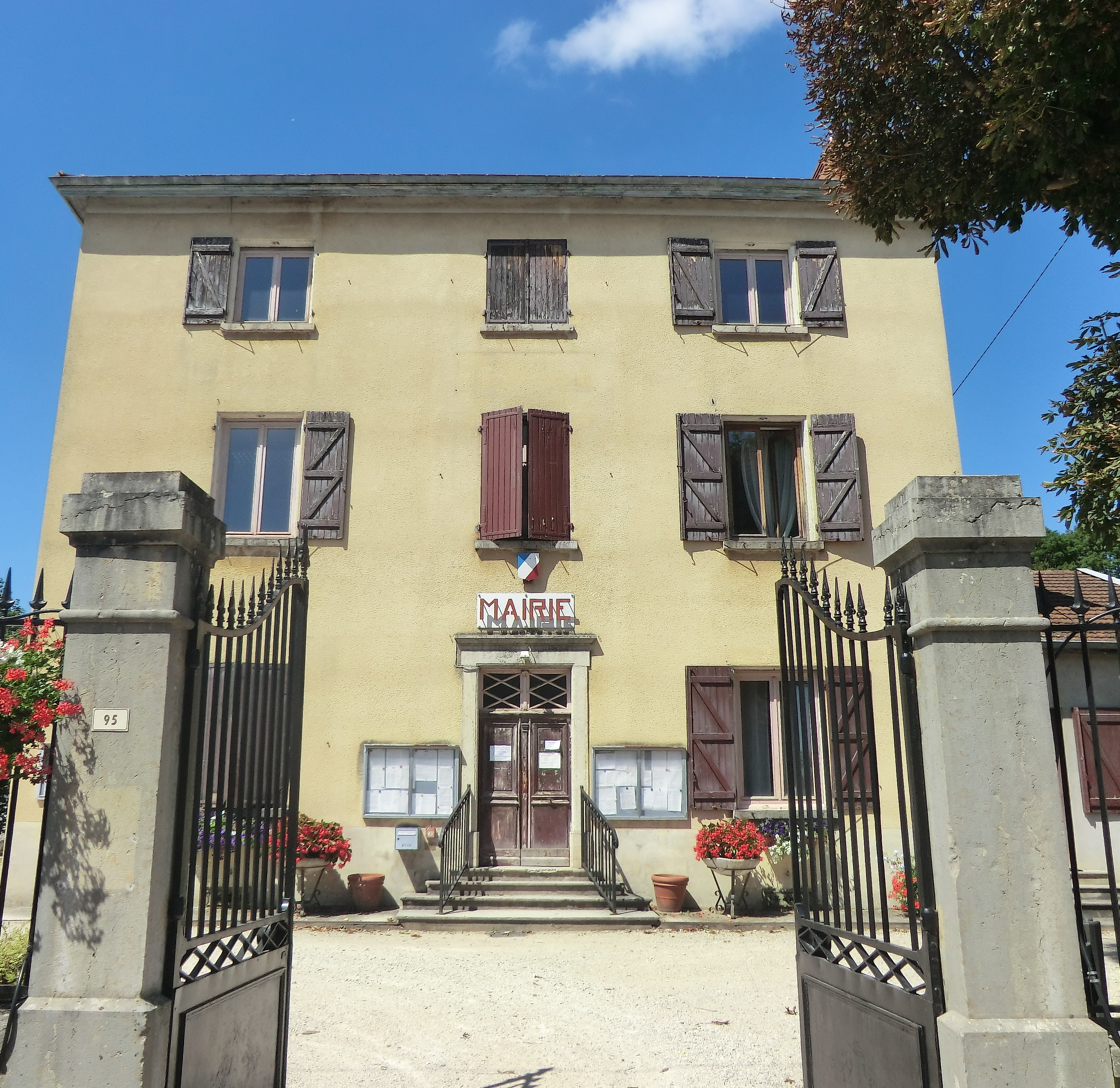
Мэрия
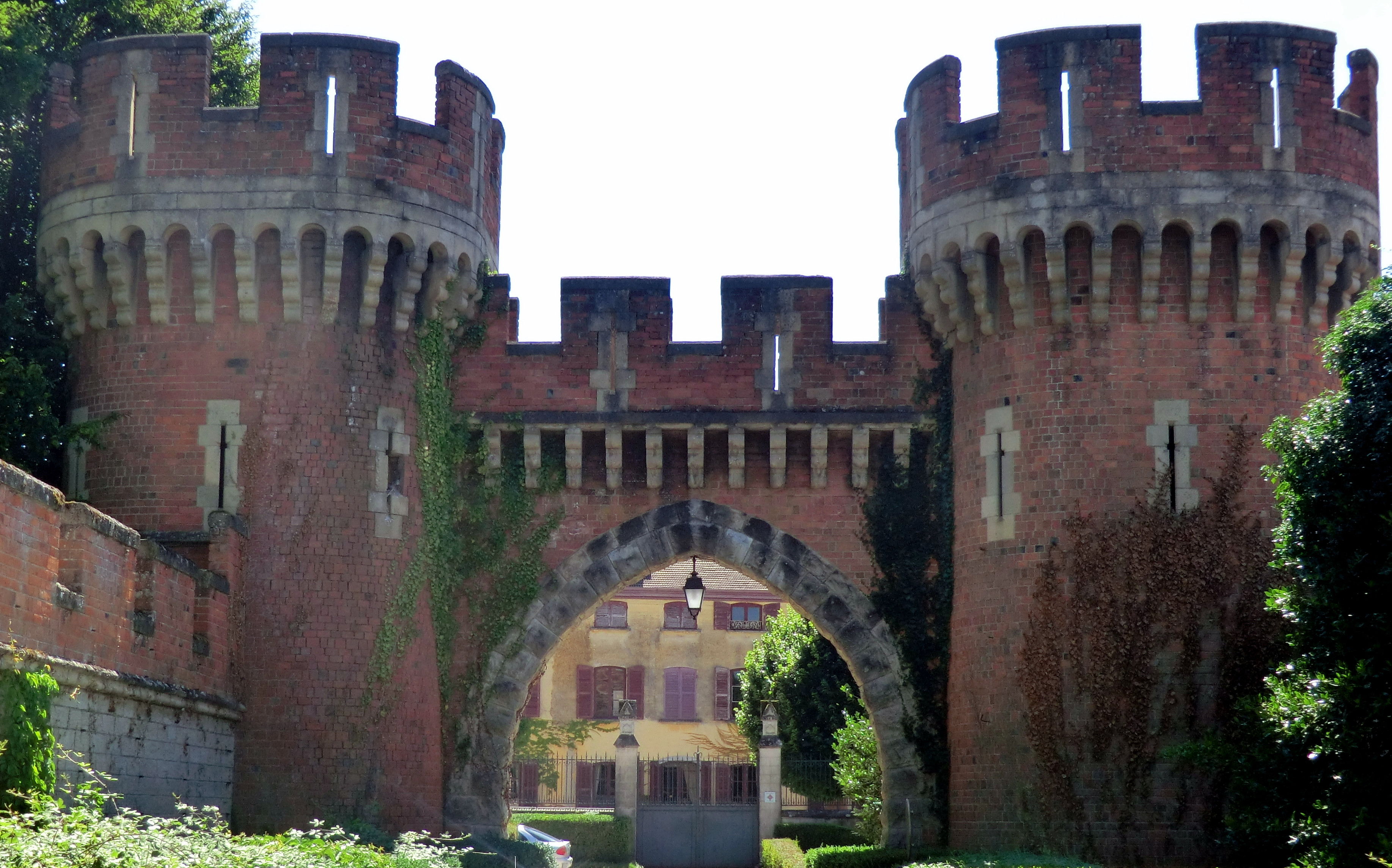
Замок Луа
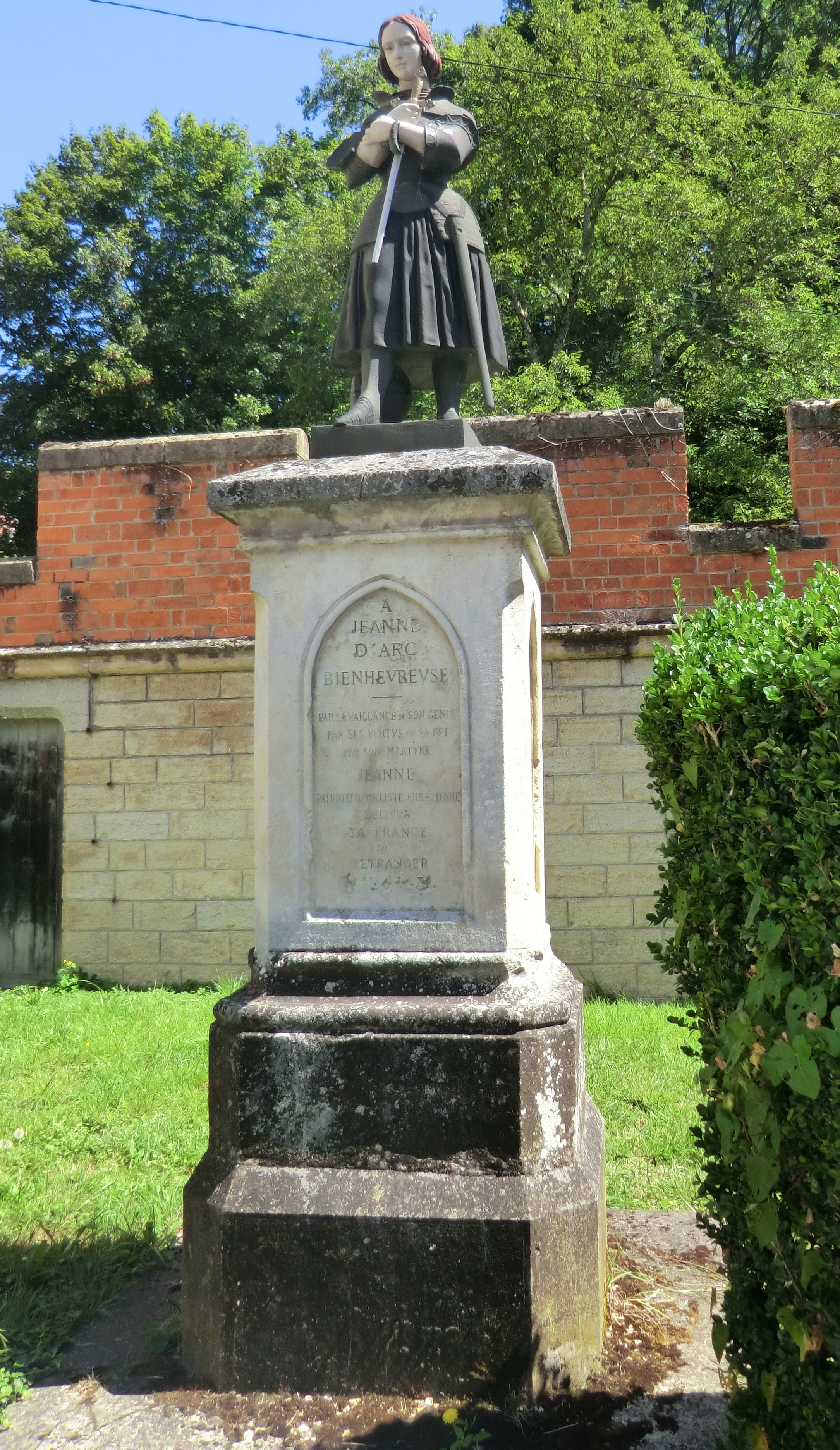
Памятник Жанне д’Арк
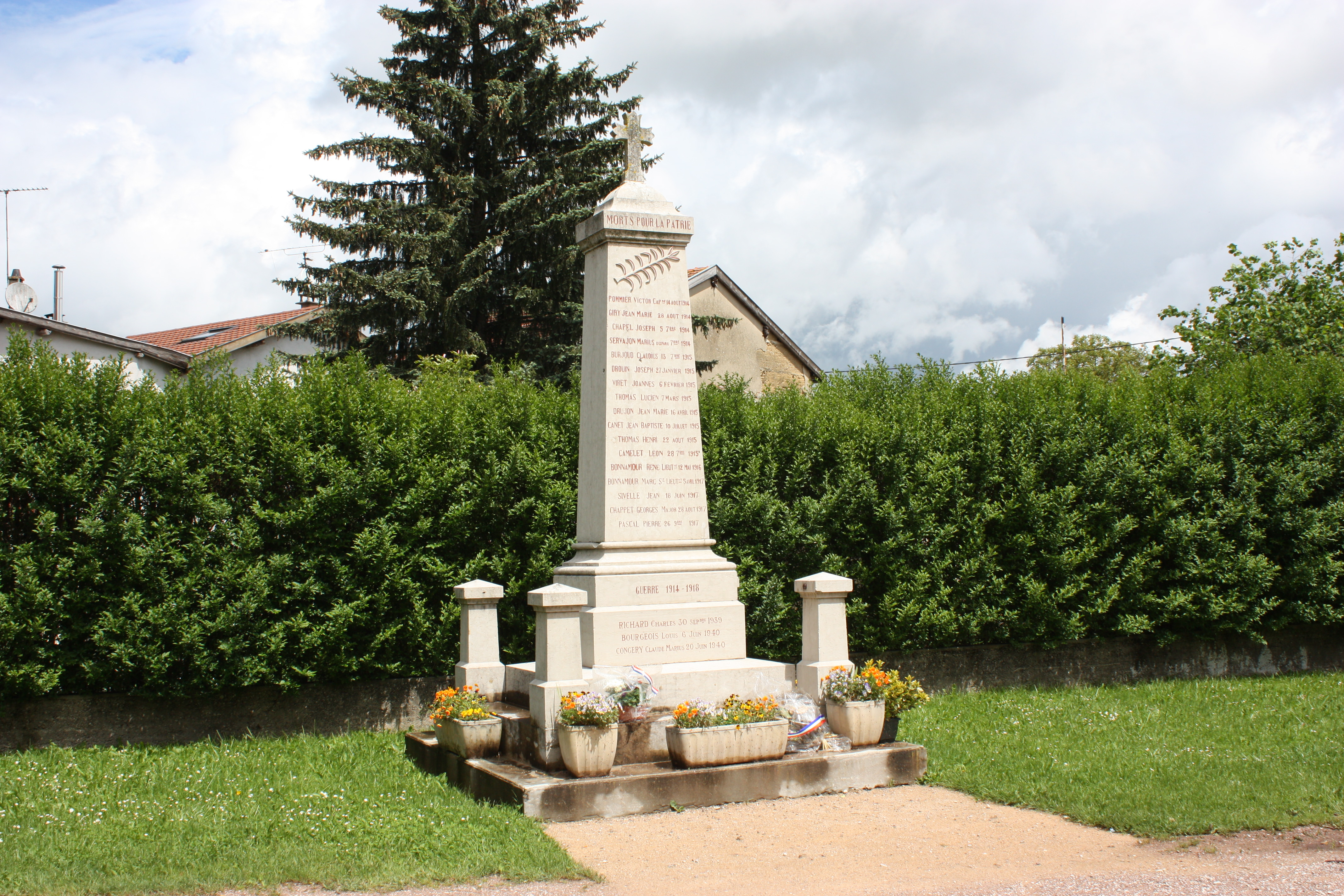
Военный мемориал
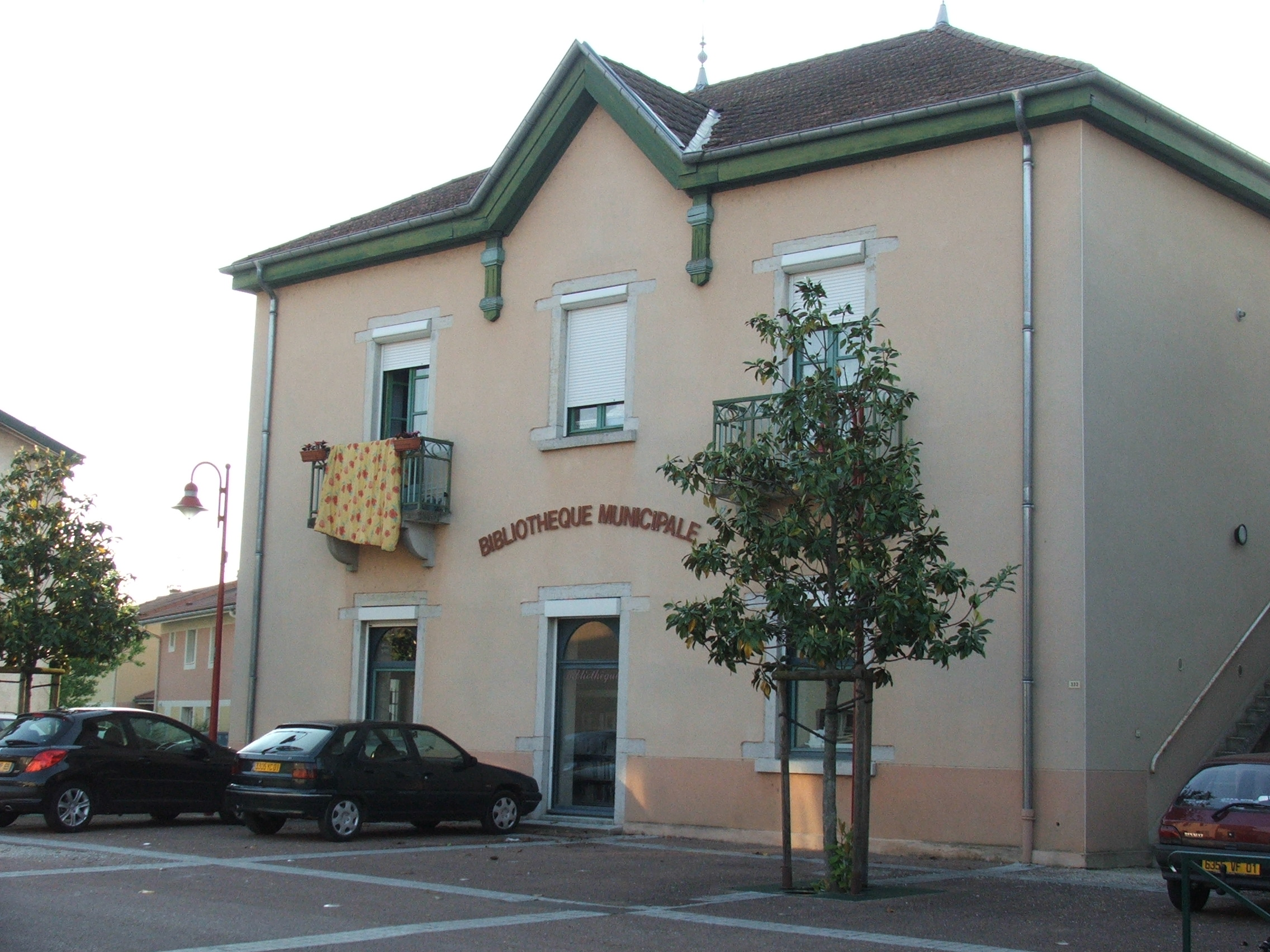
Библиотека